# Омастина
Омастина (слч. Omastiná) насељено је мјесто са административним статусом сеоске општине (слч. obec) у округу Бановце на Бебрави, у Тренчинском крају, Словачка Република.

## Становништво
| Година:    | 1994. | 2004.    | 2014.   | 2024.   |
| ---------- | ----- | -------- | ------- | ------- |
| Број људи: | 80    | 43       | 39      | 42      |
| Разлика:   |       | -46,25 % | -9,30 % | +7,69 % |

| Година:    | 2023. | 2024.   |
| ---------- | ----- | ------- |
| Број људи: | 41    | 42      |
| Разлика:   |       | +2,43 % |

Према подацима о броју становника из 2011. године насеље је имало 40 становника.